# Fortaleza de Juromenha

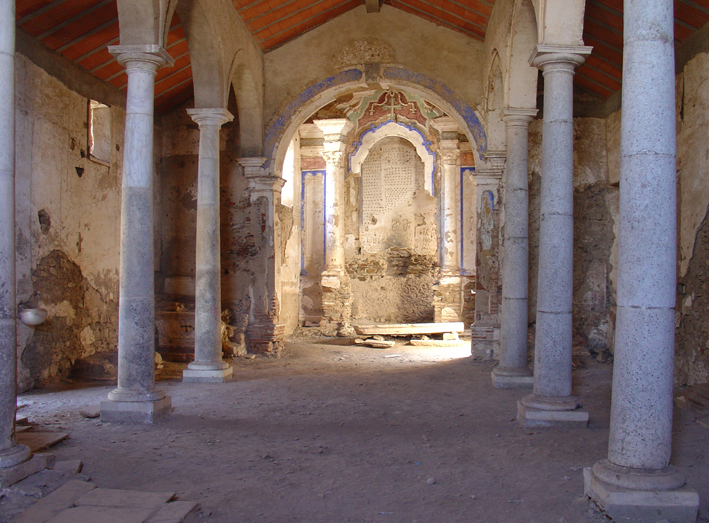
Fortaleza de Juromenha: interior da igreja.

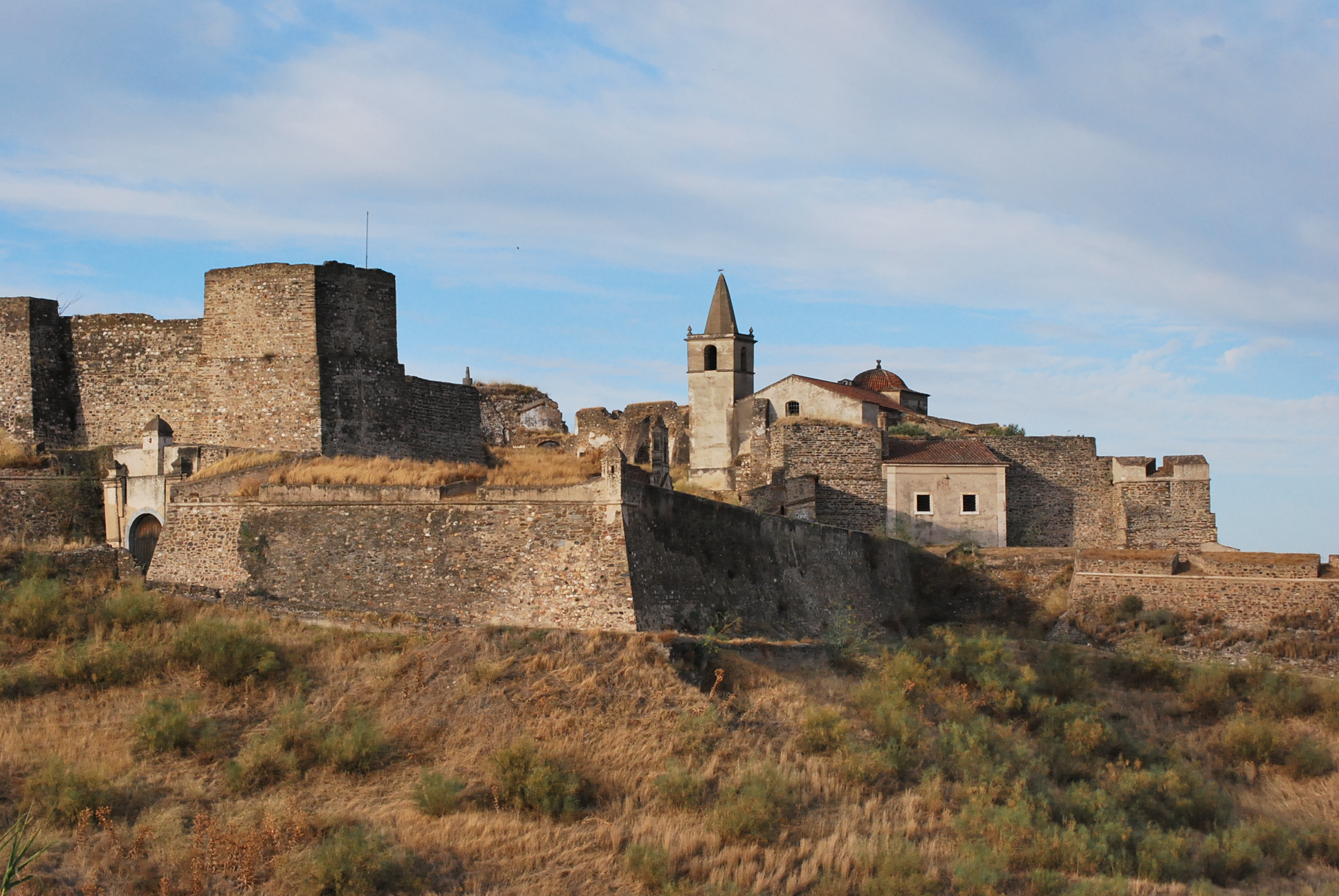

A Fortaleza de Juromenha localiza-se na povoação homónima pertencente à União de Freguesias de Alandroal, São Brás dos Matos e Juromenha, no Município de Alandroal, distrito de Évora, em Portugal.
Entre a Guerra da Restauração e a Guerra Peninsular, sobre o rio Guadiana cuja travessia fechava, foi considerada uma das chaves da fronteira do Alentejo.
A Fortaleza de Juromenha está classificada desde 1957 como Imóvel de Interesse Público.

## História

### Antecedentes
Dominando este ponto de travessia do rio Guadiana, a ocupação de seu sítio remonta a galo-celtas e a Romanos. Ocupada mais tarde quando da Invasão muçulmana da Península Ibérica, à época da Reconquista cristã da península manteve-se por dois séculos como posto-avançado de defesa da importante cidade de Badajoz, desde o século X em mãos do Califado de Córdova.

### O castelo medieval
A povoação e o seu castelo foram conquistados desde 1167 pelas tropas do rei D. Afonso Henriques (1112–1185), auxiliado pelas forças do lendário Geraldo Sem Pavor. Como recompensa, o soberano nomeou este último como alcaide do castelo. Povoação e castelo retornariam às mãos dos muçulmanos, sob o comando do califa Iacube Almançor, em 1191, para serem definitivamente conquistadas por forças portuguesas, sob o comando de D. Paio Peres Correia, em 1242.
Objeto de preocupação do rei D. Dinis (1279–1325), este lhe incrementou o povoamento, concedendo-lhe Carta de Foral em 1312 e lhe promoveu importantes reforços nas defesas. Passou, assim, a contar com muralhas de taipa revestidas em cantaria de granito e ardósia, às quais se adossavam 16 torres quadrangulares, dominadas por uma imponente Torre de Menagem que se alçava a 44 m de altura.
As bodas do rei D. Afonso IV (1325–57) com D. Beatriz de Castela (1309) e de Afonso XI de Castela com D. Maria de Portugal foram celebrados neste castelo.
O seu foral seria confirmado no reinado de D. João II (1481–1495), a 28 de Agosto de 1492, e a povoação e seu castelo encontram-se figurados (lado norte) por Duarte de Armas no seu Livro das Fortalezas (c. 1509).

### Praça-forte da Juromenha
Foi reforçado e ampliado à época da Guerra da Restauração da independência de Portugal, quando foi erguida a Fortaleza de Juromenha, com cuja história passa a se confundir. No contexto da Restauração da independência portuguesa, a partir de 1640, ante a iminência de uma invasão espanhola, impôs-se a completa reestruturação das fortificações fronteiriças de Portugal, adaptando-se as estruturas ainda medievais às exigências da artilharia da época. Diante da precariedade da defesa constituída pelo Castelo de Juromenha, que remontava à Idade Média, foram apresentados, em 1644, três diferentes planos para modernização desta defesa ao Conselho de Guerra do rei D. João IV (1640–1656):
- o de autoria do engenheiro-militar e arquitecto italiano Pascoeli, descartado por oferecer uma proteção insuficiente;
- o do jesuíta neerlandês Cosmander, que veio a ser eleito na ocasião, mesmo em face dos elevados custos e dificuldades técnicas;
- o do francês Nicolau de Langres, que, em face da paralisação do projecto do seu antecessor, veio a ter este aprovado em 1646, assumindo as obras.

Com os trabalhos ainda em andamento, um incêndio fez saltar o paiol da pólvora (Janeiro de 1659), o que causou a destruição de parte expressiva das estruturas já edificadas e do antigo Paço Municipal. Uma centena de homens da guarnição (estudantes da Universidade deÉvora) e três mestres que os capitaneavam, perderam a vida na ocasião.
Passando-se para o serviço da Espanha, Langres comandou, em pessoa, a artilharia inimiga quando do ataque de 1662, capturando esta fortificação que ele mesmo construíra. Esta praça permaneceu ocupada por tropas espanholas até ao Tratado de Lisboa (13 de Fevereiro de 1668), quando retornou à posse da Coroa portuguesa.

### Os séculos XVIII e XIX
A fortaleza sofreu severos danos com terramoto de 1755, tendo-lhe sido efetuadas obras de reparo e de ampliação, quando foi adossado um novo baluarte à muralha pelo lado do rio Guadiana, para defesa do ancoradouro.
No início do século XIX, no alvorecer da Guerra Peninsular, foi entregue, sem resistência pelo seu Governador, às tropas espanholas quando da chamada Guerra das Laranjas, para ser recuperada apenas em 1808.
Com a perda de sua função defensiva diante da evolução dos meios bélicos, entrou em decadência, até ao seu abandono em 1920.

### Os dias de hoje
A partir de 1950 a Direcção-Geral dos Edifícios e Monumentos Nacionais (DGEMN) iniciou-lhe extensas obras de consolidação e reparo, que se estenderam, com intervalos, até 1996.
Encontra-se classificada como Imóvel de Interesse Público através do Decreto n.º 41.191, de 18 de Julho de 1957.
Em precário estado de conservação, encontram-se concluídos os trabalhos de prospecção arqueológica, encontrando-se pendente de aprovação um projeto de requalificação de suas dependências como instalação hoteleira, inscrito num programa mais vasto de turismo para a região, desde 2005.
Actualmente podem ser observados trechos de muralhas e de edificações representativos dos seus diversos períodos construtivos, onde às estruturas medievais se misturam os elementos arquitectónicos típicos das fortalezas abaluartadas.
Em 2021, foi anunciado que as muralhas, vão ser alvo de consolidação e restauro, num investimento de quase cinco milhões de euros. A intervenção vai incidir no restauro e consolidação dos três níveis de muralha que existem na fortaleza. Com a recuperação das muralhas, numa parte do interior da fortaleza, no futuro pode ser desenvolvido um projeto privado ligado à hotelaria.

## Características
Fortificação do tipo misto, apresenta planta poligonal, composta por duas cinturas de muralhas, uma interna, onde se inscreve a antiga Torre de Menagem, e outra, externa, do tipo abaluartado no sistema de Vauban, onde se observa a presença dos diversos elementos deste tipo de fortificação: cortinas, revelins, fossos-secos, canhoneiras e outros.
Ao abrigo dos muros foram edificadas a Igreja Matriz e a Igreja da Misericórdia, bem como reedificado o antigo Paço do Concelho e cadeia. Uma cisterna de planta rectangular, abastecia a guarnição e os habitantes.